# Sungurlare
Sungurlare (búlgaro:Сунгурларе) é uma cidade da Bulgária, localizada no distrito de Burgas. A sua população era de 3,416 habitantes segundo o censo de 2010.

## População
| Sungurlare | Sungurlare | Sungurlare | Sungurlare | Sungurlare | Sungurlare | Sungurlare | Sungurlare | Sungurlare | Sungurlare | Sungurlare | Sungurlare | Sungurlare | Sungurlare | Sungurlare | Sungurlare | Sungurlare | Sungurlare | Sungurlare | Sungurlare |
| --- | ---------- | ---------- | ---------- | ---------- | ---------- | ---------- | ---------- | ---------- | ---------- | ---------- | ---------- | ---------- | ---------- | ---------- | ---------- | ---------- | ---------- | ---------- | ---------- |
| Ano | 1887       | 1910       | 1934       | 1946       | 1956       | 1965       | 1975       | 1985       | 1992       | 2001       | 2002       | 2003       | 2004       | 2005       | 2006       | 2007       | 2008       | 2009       | 2010       |
| População |            |            |            | …          | …          | 3,754      | 3,586      | 3,705      | 3,750      | 3,691      | 3,698      | 3,745      | 3,706      | 3,663      | 3,654      | 3,616      | 3,491      | 3,473      | 3,416      |
| Fontes: Instituto Nacional de Estatísticas, „citypopulation.de“, „pop-stat.mashke.org“, Bulgarian Academy of Sciences |            |            |            |            |            |            |            |            |            |            |            |            |            |            |            |            |            |            |            |